# Danimarca ai Giochi della XXIII Olimpiade
La Danimarca partecipò ai Giochi della XXIII Olimpiade, svoltisi a Los Angeles, Stati Uniti, dal 28 luglio al 12 agosto 1984, con una delegazione di 60 atleti impegnati in undici discipline.